# Grabplatten von Carrowntemple

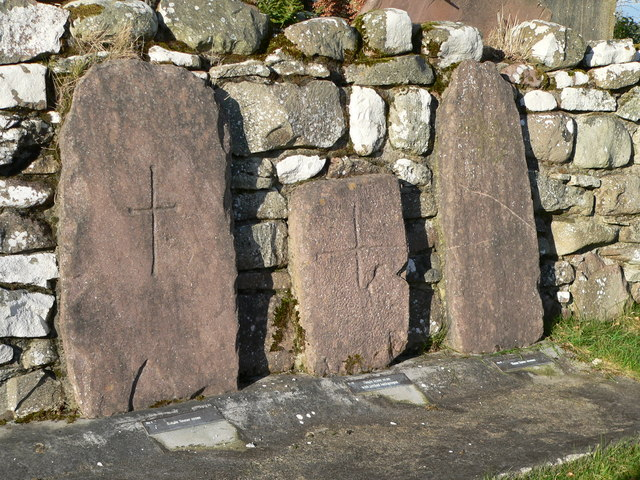
Grabplatten von Carrowntemple

12 Repliken von 14 frühchristlichen Grabplatten von Carrowntemple (englisch Cross Slabs) befinden sich unweit des Lough Gara auf einem Friedhof im Townland Carrowntemple (irisch Ceathrú an Teampaill) südwestlich von Gorteen im County Sligo in Irland.
Es gab zwei Einhegungen in Carrowntemple, die beide teilweise zerstört sind. Auf der Ordnance-Survey-Karte von 1837 ist ein rechteckiges Kirchengebäude, genannt „Abbey“, neben einem Friedhof eingezeichnet, das auf Luftbildern im etwa 6 ha großen Bereich des Klosters schwach sichtbar ist. Zwei heute verschlossene Souterrains liegen im Westen der Kirche.
In der Mitte des Innerraumes der anderen Einhegung finden sich die Überreste einer mittelalterlichen Pfarrkirche von 9,4 × 6,4 m, die teilweise bis zu einer Höhe von 3,1 m anstehen. Die Wände sind 70 bis 90 cm dick. Die Kirche steht wahrscheinlich an der Stelle einer früheren Holzkirche.
Vierzehn Grabplatten aus Sandstein wurden im Süden und Osten der Kirche auf dem alten Friedhof gefunden. Zwischen 1990 und 1992 erstellte Cillian Rogers Repliken von zwölf von ihnen, diese wurden im Jahr 1992 vor Ort aufgestellt. Die aus der keltischen Eisenzeit abgeleiteten Designs sind aufwendiger als die jedes anderen Friedhofs im County Sligo, bis auf die von Inishmurray, Nr. 2 und 3. Einige der Entwürfe sind aus verschiedenen Gründen hervorragend, mitunter sogar einzigartig. Zu den symbolhaften Darstellungen gehören Ellipsenbänder, Knotenmuster, einfache Kreuze, Kreise, Schachbrettmuster und Triskelen.
Die Platte Nr. 10 trägt eine einzigartige figurative Darstellung und ist auf der Rückseite mit Knotenmustern verziert; sie war dazu bestimmt aufrecht gesetzt zu werden. Die Platte Nr. 3 ist im Design ähnlich einem aus dem Buch von Durrow aus dem 7. Jahrhundert. Ins 7. und 8. Jahrhundert werden viele der Platten eingeordnet. Auf den Platten Nr. 3, 4, 5, 6, 8 und 11 ist das Design erhaben.